# آن جوانک‌های ساده‌دل
آن جوانک‌های ساده‌دل (انگلیسی: Those Country Kids) یک فیلم کوتاه کمدی به کارگردانی راسکو آرباکل است که در سال ۱۹۱۴ منتشر شد.

## گزیدهٔ بازیگران
- راسکو آرباکل
- گوردون گریفیث
- بیلی جیکوبز
- میبل نورماند
- اَل سنت جان
- جوزف سوئیکارد